# Gaultheria lanigera
Gaultheria lanigera là một loài thực vật có hoa trong họ Thạch nam. Loài này được Hook. mô tả khoa học đầu tiên năm 1837.